# Indoinvreia bouceki
Indoinvreia bouceki är en stekelart som beskrevs av Roger Roy och Farooqi 1984. Indoinvreia bouceki ingår i släktet Indoinvreia och familjen bredlårsteklar. Inga underarter finns listade i Catalogue of Life.